# Hans Müller-Westernhagen
Hans Maria Florentin Müller-Westernhagen (* 24. Dezember 1918 in Köln; † 18. Dezember 1963 in Düsseldorf) war ein deutscher Schauspieler. 

## Leben
Hans Müller-Westernhagen war bis 1942 an den Bühnen der Stadt Köln beschäftigt. Anschließend spielte er im Ensemble des Düsseldorfer Schauspielhauses unter Gustaf Gründgens. Während dieser Zeit verkörperte er etwa den Ruodi in Wilhelm Tell und den Rasper in Ein besserer Herr von Walter Hasenclever (beide 1954). Zugleich wirkte er auch an den Schallplattenaufnahmen einer Hörfassung der berühmten Düsseldorfer Gründgens-Inszenierung des Schauspiels Faust I mit, die 1954 als erste Gesamtaufnahme eines längeren literarischen Werkes bei der Deutschen Grammophon auf drei Sprechplatten erschien und heute gern als Geburtsstunde des deutschsprachigen Hörbuchs bezeichnet wird. Die Faust-Aufnahme mit Müller-Westernhagen, Paul Hartmann und Gründgens wurde zu einem großen Publikumserfolg und wird bis heute – inzwischen als Doppel-CD – immer wieder neu aufgelegt.
Auch Ausflüge zum Film machte der vielseitige Müller-Westernhagen, so führte er 1956 Regie für den Film Das Dorf in der Heide, nachdem er zuvor bereits Erfahrungen beim Film als Darsteller (beispielsweise Der Bundesschütze, 1951) gesammelt hatte. In der Verfilmung von Peterchens Mondfahrt (Regie: Gerhard F. Hering) spielte er den Milchstraßenmann.
Für den WDR-Hörfunk sprach Westernhagen 1962 in Eisblumen, einem Hörspiel von Rainer Puchert unter der Regie von Friedhelm Ortmann.
Hans Müller-Westernhagen war seit 1945 mit der aus Kiel stammenden Offizierstochter Lieselotte Krawczack verheiratet. Er ist der Vater des Schauspielers und Rocksängers Marius Müller-Westernhagen. Mit 44 Jahren starb Hans Müller-Westernhagen, der alkoholkrank war und unter Depressionen litt, in Düsseldorf. Sein Grab befindet sich auf dem Heerdter Friedhof.

## Filmografie
- 1949: Gesucht wird Majora – Regie: Hermann Pfeiffer
- 1952: Ferientage – einmal anders – Regie: Walter Pindter
- 1956: Das Dorf in der Heide – Regie: Hans Müller-Westernhagen
- 1959: Schneider Wibbel – Regie: Peter Hamel
- 1959: Peterchens Mondfahrt – Regie: Gerhard F. Hering
- 1960: Das Land der Verheißung
- 1960: Emilia Galotti – Regie: Ernst Ginsberg
- 1961: Der Teufel ist los – Regie: Peter Hamel
- 1961: Inspektor Hornleigh greift ein… (Folge Der Schuss fiel gegenüber) – Regie: Hermann Pfeiffer
- 1961: Der fröhliche Weinberg – Regie: Hermann Pfeiffer
- 1961: Stahlnetz: In der Nacht zum Dienstag ... – Regie: Jürgen Roland
- 1962: Nur eine Karaffe – Regie: Wilhelm Semmelroth
- 1962: Daphne Laureola – Regie: Heinz Wilhelm Schwarz
- 1963: Der Maulkorb – Regie: Hans Quest
- 1963: Unterm Birnbaum – Regie: Gerhard Klingenberg
- 1964: Die Truhe – Regie: Paul May